# Campionati italiani assoluti di atletica leggera 2006
I XCVI campionati italiani assoluti di atletica leggera si sono tenuti a Torino, presso lo Stadio Primo Nebiolo, dal 7 all'8 luglio 2006. È stata la prima edizione disputatasi all'interno dello stadio torinese inaugurato nel 1998: in passato i campionati italiani con sede a Torino si disputarono presso lo Stadio delle Alpi (solo nel 1991) e, in precedenza, presso lo Stadio Olimpico. 
Sono stati assegnati 42 titoli italiani in 21 specialità, al maschile e al femminile.

## Risultati

### Uomini
| Specialità                                                                              | Oro                                                                                              | Prestazione | Argento                                                                                   | Prestazione | Bronzo                                                                                     | Prestazione |
| Corse                                                                                   |                                                                                                  |             |                                                                                           |             |                                                                                            |             |
| 100 m                                                                                   | Luca Verdecchia Gruppo Sportivo Fiamme Oro                                                       | 10"42       | Maurizio Checcucci Gruppo Sportivo Fiamme Oro                                             | 10"51       | Massimiliano Donati Gruppi Sportivi Fiamme Gialle                                          | 10"51       |
| 200 m                                                                                   | Stefano Anceschi Gruppi Sportivi Fiamme Gialle                                                   | 20"90       | Alessandro Cavallaro Gruppi Sportivi Fiamme Gialle                                        | 20"97       | Marco Cuneo Centro Sportivo Carabinieri                                                    | 21"15       |
| 400 m                                                                                   | Andrea Barberi Gruppi Sportivi Fiamme Gialle                                                     | 46"04       | Claudio Licciardello Gruppi Sportivi Fiamme Gialle                                        | 46"72       | Edoardo Vallet Polisportiva Libertas Catania                                               | 47"37       |
| 800 m                                                                                   | Maurizio Bobbato Centro Sportivo Carabinieri                                                     | 1'50"80     | Andrea Longo Gruppo Sportivo Fiamme Oro                                                   | 1'50"85     | Livio Sciandra Centro Sportivo Aeronautica Militare                                        | 1'50"94     |
| 1500 m                                                                                  | Christian Obrist Centro Sportivo Carabinieri                                                     | 3'44"53     | Lorenzo Perrone Gruppi Sportivi Fiamme Gialle                                             | 3'45"23     | Christian Neunhauserer Gruppo Sportivo Forestale                                           | 3'45"73     |
| 5000 m                                                                                  | Cosimo Caliandro Gruppi Sportivi Fiamme Gialle                                                   | 13'50"97    | Stefano La Rosa Pellegrini Banca Maremma                                                  | 13'51"38    | Daniele Meucci Centro Sportivo Esercito                                                    | 13'53"40    |
| 10 000 m                                                                                | Daniele Meucci Centro Sportivo Esercito                                                          | 28'44"79    | Marco Mazza Gruppi Sportivi Fiamme Gialle                                                 | 28'52"93    | Denis Curzi Centro Sportivo Carabinieri                                                    | 28'54"16    |
| 3000 m siepi                                                                            | Angelo Iannelli Gruppo Sportivo Fiamme Azzurre                                                   | 8'48"75     | Stefano Ciallella Gruppo Sportivo Fiamme Azzurre                                          | 8'57"72     | Emanuele Corsini Centro Sportivo Esercito                                                  | 9'01"62     |
| 110 m hs                                                                                | Andrea Giaconi Gruppi Sportivi Fiamme Gialle                                                     | 14"06       | Andrea Cocchi Centro Sportivo Aeronautica Militare                                        | 14"06       | Emiliano Pizzoli Sport Atletica Fermo                                                      | 14"07       |
| 400 m hs                                                                                | Gianni Carabelli Centro Sportivo Carabinieri                                                     | 49"79       | Federico Rubeca Gruppi Sportivi Fiamme Gialle                                             | 50"90       | Markus Crepaz SSV Bruneck Volksbank                                                        | 52"03       |
| Marcia 10 000 m                                                                         | Ivano Brugnetti Gruppi Sportivi Fiamme Gialle                                                    | 39'48"52    | Marco Giungi Gruppi Sportivi Fiamme Gialle                                                | 40'19"46    | Jean-Jacques Nkouloukidi Gruppi Sportivi Fiamme Gialle                                     | 40'32"58    |
| Staffetta 4×100 m                                                                       | Gruppo Sportivo Fiamme Oro Luca Verdecchia Maurizio Checcucci Federico Dell'Aquila Lorenzo Tendi | 40"22       | Centro Sportivo Carabinieri Sergio Riva Massimiliano Dentali Stefano Bellotto Marco Cuneo | 40"67       | Atletica AVIS Macerata Marco Ruffini Marco Ravagli Carlo Nardi Alessandro Berdini          | 41"54       |
| Staffetta 4×400 m                                                                       | Centro Sportivo Carabinieri Domenico Rao Luca Galletti Jacopo Marin Gianni Carabelli             | 3'12"53     | CUS Torino Jacopo Portera Davide Rodia Paolo Bacchiarello Salvatore Floris                | 3'17"82     | Società Ginnastica Amsicora Nicolò Businco Samuele Lilliu Enrico Murgia Alessandro Pintadu | 3'17"93     |
| Concorsi                                                                                |                                                                                                  |             |                                                                                           |             |                                                                                            |             |
| Salto in alto                                                                           | Giulio Ciotti Gruppo Sportivo Fiamme Azzurre                                                     | 2,25 m      | Nicola Ciotti Centro Sportivo Carabinieri                                                 | 2,25 m      | Alessandro Talotti Centro Sportivo Carabinieri                                             | 2,21 m      |
| Salto con l'asta                                                                        | Giorgio Piantella Centro Sportivo Carabinieri                                                    | 5,30 m      | Manfred Menz SC Meran Forst Nicola Tronca La Fratellanza 1874                             | 5,00 m      | -                                                                                          | -           |
| Salto in lungo                                                                          | Ferdinando Iucolano Centro Sportivo Aeronautica Militare                                         | 7,87 m      | Francesco Agresti Gruppo Sportivo Fiamme Oro                                              | 7,86 m      | Massimo Marraffa Gruppi Sportivi Fiamme Gialle                                             | 7,73 m      |
| Salto triplo                                                                            | Fabrizio Donato Gruppi Sportivi Fiamme Gialle                                                    | 17,24 m     | Fabrizio Schembri Centro Sportivo Carabinieri                                             | 16,77 m     | Emanuele Sardano Centro Sportivo Carabinieri                                               | 16,00 m     |
| Getto del peso                                                                          | Paolo Capponi Gruppo Sportivo Fiamme Oro                                                         | 18,98 m     | Marco Dodoni Gruppo Sportivo Forestale                                                    | 18,89 m     | Marco Di Maggio Centro Sportivo Aeronautica Militare                                       | 17,90 m     |
| Lancio del disco                                                                        | Hannes Kirchler Centro Sportivo Carabinieri                                                      | 60,33 m     | Diego Fortuna Centro Sportivo Carabinieri                                                 | 59,27 m     | Cristiano Andrei Gruppi Sportivi Fiamme Gialle                                             | 58,51 m     |
| Lancio del martello                                                                     | Nicola Vizzoni Gruppi Sportivi Fiamme Gialle                                                     | 76,11 m     | Marco Lingua Gruppi Sportivi Fiamme Gialle                                                | 76,03 m     | Lorenzo Povegliano Centro Sportivo Carabinieri                                             | 71,86 m     |
| Lancio del giavellotto                                                                  | Francesco Pignata Gruppi Sportivi Fiamme Gialle                                                  | 74,67 m     | Paolo Casarsa Gruppo Sportivo Forestale                                                   | 70,95 m     | Daniele Crivellaro Centro Sportivo Aeronautica Militare                                    | 67,98 m     |
| record dei campionati; record nazionale; record personale; record personale stagionale. |                                                                                                  |             |                                                                                           |             |                                                                                            |             |

### Donne
| Specialità                                                                              | Oro                                                                                      | Prestazione | Argento                                                                                      | Prestazione | Bronzo                                                                                         | Prestazione |
| Corse                                                                                   |                                                                                          |             |                                                                                              |             |                                                                                                |             |
| 100 m                                                                                   | Elena Sordelli Atletica Camelot                                                          | 11"83       | Manuela Grillo Gruppo Sportivo Forestale                                                     | 11"87       | Maria Aurora Salvagno Centro Sportivo Aeronautica Militare                                     | 11"97       |
| 200 m                                                                                   | Daniela Graglia Centro Sportivo Esercito                                                 | 23"90       | Simona Capano Nuova Atletica Fanfulla Lodigiana                                              | 23"95       | Tiziana Grasso Polisportiva Europa Capaci                                                      | 24"07       |
| 400 m                                                                                   | Daniela Reina Gruppo Sportivo Fiamme Azzurre                                             | 52"46       | Martina Rosati Gruppo Sportivo Fiamme Azzurre                                                | 54"09       | Maria Enrica Spacca Gruppo Sportivo Forestale                                                  | 54"28       |
| 800 m                                                                                   | Elisa Cusma Centro Sportivo Esercito                                                     | 2'05"72     | Antonella Riva Fondiaria SAI Atletica                                                        | 2'06"57     | Chiara Nichetti CUS Atletica 2000 Milano                                                       | 2'06"67     |
| 1500 m                                                                                  | Eleonora Berlanda Gruppo Sportivo Fiamme Oro                                             | 4'15"98     | Eleonora Riga Centro Sportivo Carabinieri                                                    | 4'19"65     | Rosanna Martin Gruppo Sportivo Fiamme Oro                                                      | 4'23"31     |
| 5000 m                                                                                  | Silvia Weissteiner ASV Sterzing VB Latella NB                                            | 15'46"35    | Renate Rungger ASV Sterzing VB Latella NB                                                    | 15'57"91    | Adelina De Soccio Gruppo Sportivo Virtus                                                       | 16'09"42    |
| 10 000 m                                                                                | Gloria Marconi Atletica Ferrara                                                          | 33'08"46    | Silvia Sommaggio Atletica ASI Veneto                                                         | 33'13"31    | Vincenza Sicari Centro Sportivo Esercito                                                       | 33'51"64    |
| 3000 m siepi                                                                            | Elena Romagnolo Centro Sportivo Esercito                                                 | 10'05"47    | Agnes Tschurtschenthaler ASV Sterzing VB Latella NB                                          | 10'07"99    | Marzena Michalska Gruppo Sportivo Fiamme Oro                                                   | 10'17"38    |
| 100 m hs                                                                                | Margaret Macchiut Fondiaria SAI Atletica                                                 | 13"23       | Micol Cattaneo Centro Sportivo Carabinieri                                                   | 13"34       | Marzia Caravelli Jaky-Tech Apuana                                                              | 13"68       |
| 400 m hs                                                                                | Benedetta Ceccarelli Centro Sportivo Carabinieri                                         | 57"75       | Valentina Boffelli Gruppo Sportivo Forestale                                                 | 58"20       | Elisa Scardanzan Gruppo Sportivo Fiamme Oro                                                    | 58"73       |
| Marcia 5 000 m                                                                          | Rossella Giordano Gruppo Sportivo Fiamme Azzurre                                         | 21'28"74    | Giuseppina Bottero CUS Cagliari                                                              | 23'18"41    | Emanuela Perilli Gruppo Sportivo Forestale                                                     | 23'21"96    |
| Staffetta 4×100 m                                                                       | Centro Sportivo Esercito Stefania Ferrante Rita De Cesaris Anita Pistone Daniela Graglia | 46"33       | Fondiaria SAI Atletica Giulia Crispiani Eleonora Smargiassi Margaret Macchiut Chiara Gervasi | 46"52       | Atletica Camelot Giulia Bossi Sara Balduchelli Marta Avogadri Elena Sordelli                   | 46"59       |
| Staffetta 4×400 m                                                                       | Centro Sportivo Esercito Ursula Ellecosta Francesca Endrizzi Elisa Cusma Daniela Graglia | 3'42"07     | Gruppo Sportivo Forestale Valentina Boffelli Anna Pane Maria Enrica Spacca Giulia Arcioni    | 3'43"58     | Nuova Atletica Fanfulla Lodigiana Marzia Facchetti Sara Rigamonti Stefania Baldi Simona Capano | 3'49"27     |
| Concorsi                                                                                |                                                                                          |             |                                                                                              |             |                                                                                                |             |
| Salto in alto                                                                           | Antonietta Di Martino Gruppi Sportivi Fiamme Gialle                                      | 1,91 m      | Daniela Galeotti Gruppo Sportivo Forestale                                                   | 1,87 m      | Elena Meuti CUS Cagliari                                                                       | 1,84 m      |
| Salto con l'asta                                                                        | Arianna Farfaletti Casali Atletica Camelot                                               | 4,15 m      | Anna Giordano Bruno CUS Trieste                                                              | 4,15 m      | Elena Scarpellini Atletica Bergamo 1959                                                        | 4,15 m      |
| Salto in lungo                                                                          | Valeria Canella Gruppo Sportivo Fiamme Azzurre                                           | 6,29 m      | Laura Gatto Gruppo Sportivo Fiamme Azzurre                                                   | 6,24 m      | Ilaria Beltrami Gruppo Sportivo Forestale                                                      | 6,16 m      |
| Salto triplo                                                                            | Simona La Mantia Gruppi Sportivi Fiamme Gialle                                           | 14,21 m     | Silvia Biondini Gruppo Sportivo Forestale                                                    | 13,53 m     | Laura Tosoni Centro Sportivo Esercito                                                          | 13,24 m     |
| Getto del peso                                                                          | Chiara Rosa Gruppo Sportivo Fiamme Azzurre                                               | 18,24 m     | Assunta Legnante Atletica Camelot                                                            | 17,99 m     | Cristiana Checchi Gruppo Sportivo Forestale                                                    | 17,31 m     |
| Lancio del disco                                                                        | Laura Bordignon Gruppo Sportivo Fiamme Azzurre                                           | 53,31 m     | Cristiana Checchi Gruppo Sportivo Forestale                                                  | 56,25 m     | Giorgia Baratella Gruppo Sportivo Fiamme Oro                                                   | 53,94 m     |
| Lancio del martello                                                                     | Clarissa Claretti Centro Sportivo Aeronautica Militare                                   | 71,49 m     | Ester Balassini Gruppi Sportivi Fiamme Gialle                                                | 65,93 m     | Silvia Salis Gruppo Sportivo Forestale                                                         | 62,52 m     |
| Lancio del giavellotto                                                                  | Zahra Bani Gruppo Sportivo Fiamme Azzurre                                                | 60,38 m     | Claudia Coslovich Fondiaria SAI Atletica                                                     | 56,71 m     | Elena De Lazzari Assindustria Sport Padova                                                     | 50,11 m     |
| record dei campionati; record nazionale; record personale; record personale stagionale. |                                                                                          |             |                                                                                              |             |                                                                                                |             |